# Chancho a la cruz
El chancho a la cruz es un plato típico del departamento de Tarija, en Bolivia, que consiste en ahumar un cerdo que está atado a una cruz de metal. 

## Ingredientes y preparación
Un lechón tierno de entre 12 y 16 kilos es sazonado con bastante sal, ensartado en fierros que forman una cruz y ahumado durante al menos cinco horas, a una distancia de 70 u 80 centímetros del fuego. Algunos cocineros preparan la carne de un día para el otro, y otros lo hacen en un mismo día. Para acomodar el cerdo en la cruz hay que "despresarlo", es decir, dislocar las piernas y realizar una separación entre las costillas y el espinazo. Las patas de atrás se abren como libro para que la sal y el condimento puedan penetrar mejor y en las delanteras se hacen cortes simples. En la parte de las costillas se fabrica un bolsillo que permite que el calor y los sabores se distribuyan de manera uniforme. Es necesario ir girando al cerdo cada cierto tiempo: de frente, de espaldas, cabeza arriba, cabeza abajo, y rociándolo con una mezcla de limón, cerveza y aceite. Cuando la carne está lista, se sirve el plato acompañado con mote o papa, ensalada y llajua. La carne suele ser tierna y jugosa y el cuero crocante.
Si bien el platillo es propio del departamento de Tarija, su preparación varía dependiendo si se hace en la ciudad de Tarija o en el Chaco. 

## Consumo

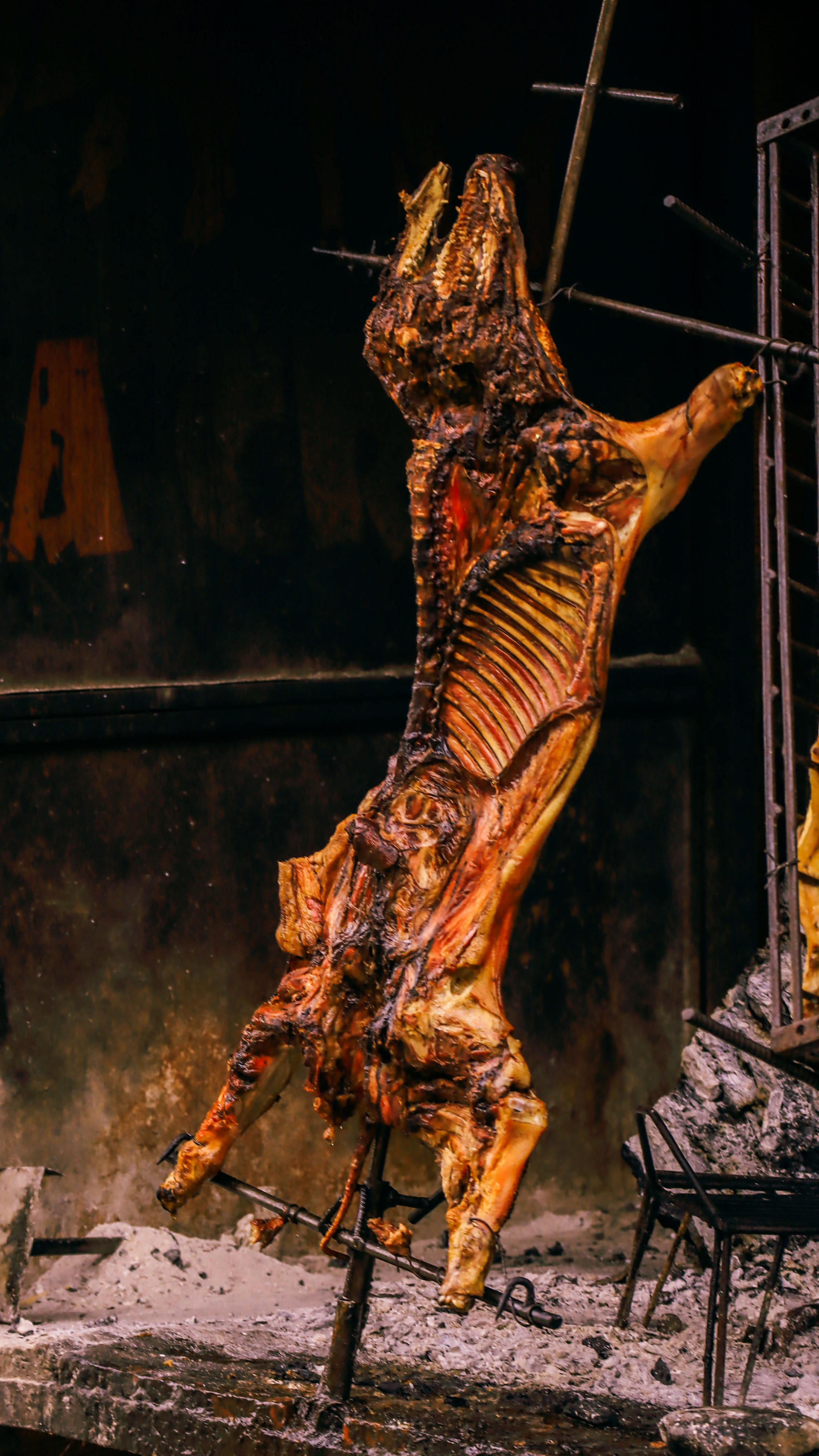
Chancho a la cruz en proceso de cocción

De manera periódica se celebran festivales del chancho a la cruz en Tarija, a donde la gente a a elegir entre varias opciones del mismo platillo. La Asociación de Asadores de Tarija es quien se encarga de organizar estos festivales.  Según el cocinero Jorge Rivero, dueño de un restaurante en Tarija, la saber preparar chancho a la cruz y parrillada permite a muchos tarijeños migrar a otras ciudades e incluso otros países, en donde venden estos platillos. En la ciudad de Tarija este platillo se suele vender en el barrio Aeropuerto, la avenida Circunvalación, la avenida Daniel Zamora y el barrio Senac.
En 2024 varias decenas de cocineros tarijeños prepararon el "chancho a la cruz más grande del mundo" en conmemoración del 450 aniversario de fundación Tarija. Para ello se cocinaron alrededor de 25 cerdos de los cuales salieron 1250 platillos que se repartieron de manera gratuita a orillas del río Guadalquivir. Ese mismo año, el chancho a la cruz fue condecorado como "plato bandera" de Tarija. 